# Juan Manuel San Martín
Juan Manuel San Martín da Costa (Rivera, Uruguay, 20 de enero de 1994) es un futbolista uruguayo. Juega de delantero y su equipo actual es el Louletano DC de Portugal. 

## Trayectoria
Juan Manuel comenzó a jugar al fútbol con 6 años en el Club Huracán, siendo goleador todos los años, y participando en selecciones de Rivera hasta los 12 años cuando se va por 6 meses a jugar en Porto Alegre Brasil. Donde no se queda por problemas con documentación. 
Luego vuelve y juega unos meses en Peñarol de Rivera y recién ahí se va a Peñarol de Montevideo. 
Juan San Martín se formó en las categorías juveniles de Peñarol. Fue parte de la selección uruguaya sub-15. Y sub-17. Jugando sudamericanos y clasificando para el mundial sub-17, que obtuvo los subcampeonatos de su categoría a nivel sudamericano y mundial. Luego de estos torneos fue acordado su pase a Benfica junto con otros dos de sus compañeros de las juveniles de Peñarol, Elbio Álvarez y Jim Varela.

### Participaciones con la selección
```
sub-15 año  2009 sudamericano en Bolivia.
            2011 sudamericano en Ecuador. 
```

| Copa                        | Sede    | Resultado  |
| --------------------------- | ------- | ---------- |
| Sudamericano Sub-17 de 2011 | Ecuador | Subcampeón |
| Copa Mundial Sub-17 de 2011 | México  | Subcampeón |

## Clubes
| Club                           | País     | Año           |
| ------------------------------ | -------- | ------------- |
| Peñarol (divisiones juveniles) | Uruguay  | 2007 - 2012   |
| SL Benfica                     | Portugal | 2013 - 2014   |
| S. C. Farense (Cedido)         | Portugal | 2013 - 2014   |
| Central Español                | Uruguay  | 2014-2015     |
| Benfica B                      | Portugal | 2015          |
| Louletano DC                   | Portugal | 2016-presente |